# Horn (Adelsgeschlecht, Tutow)

Wappen derer von Horn

Die pommersche Adelsfamilie von Horn ist vom 14. bis ins 17. Jahrhundert nachweisbar.
Die Familie ist zu unterscheiden von einer Vielzahl anderer Geschlechter namens Horn (siehe Liste der Adelsgeschlechter namens Horn).

## Geschichte
Die von Horn sind erstmals am 29. November 1397 und erneut am 30. November 1400 mit Janeke van Horne als Inhaber der Lehen Tutow und Zemmin belegt. Tutow war der Stammsitz der Familie. Die Tutower und die Müssentiner Linie waren zur Gesamthand belehnt.
Bei einer Kirchenvisitation 1587 wurden Wedige, Kaspar und Lippold von Horn auf Zemmin erwähnt. 1629 war Breechen und 1635 Japzow im Besitz der Familie.
Letztes bekanntes Mitglied der Familie war Adam von Horn, der Obristleutnant in schwedischen Diensten war und zum Ende des 17. Jahrhunderts erwähnt wurde. Der Besitz wurde schließlich von der Familie von Parsenow erworben.

## Wappen
Das Wappen zeigt im blauen Feld nach rechts gewendet einen schwarzen Eberkopf mit roten Halsabschnitt. Der zwischen zwei Büffelhörnern geführte Helm hat blaue, rote und schwarze Decken.